# El Galileo siete (Star Trek: La serie original)
"El Galileo siete" es el episodio 16 en ser transmitido y el 13 en ser producido de la primera temporada de Star Trek: La serie original, transmitido por la NBC el 5 de enero de 1967, y fue escrito por Oliver Crawford y dirigido por Robert Gist.
Resumen: El Sr. Spock lidera un equipo científico embarcado en el transbordador Galileo del Enterprise en una fatal misión.

## Trama
En la fecha estelar 2821.5, la nave espacial USS Enterprise', bajo el mando del capitán James T. Kirk, está en ruta a Makus III, para entregar abastecimientos médicos indispensables que serán distribuidos en la colonia Nuevo París – un mundo azotado por la plaga. La nave pasa cerca de un cuásar llamado Murasaki 312, al cual las órdenes de Kirk le exigen estudiarlo. Dado que la nave necesita entregar los abastecimientos, Kirk decide enviar al Sr. Spock, al dr. McCoy, al sr. Scott, y a otros cuatro especialistas miembros de la tripulación a bordo del transbordador número 7, llamado Galileo, a investigar.
Poco después de su lanzamiento, el transbordador es sacado de curso y fuera del alcance de los sensores del Enterprise. Spock hace un aterrizaje de emergencia en el planeta Taurus II, un mundo rocoso, cubierto de niebla en el medio del fenómeno Murasaki. Los miembros de la tripulación Latimer y Gaetano exploran el área donde aterrizaron, y eventualmente se encuentran con los habitantes de Taurus II, unos seres parecidos a simios gigantes armados con enormes lanzas y escudos.
Latimer es asesinado al ser empalado por una de las gigantes lanzas de las criaturas. Los otros corren a ver qué sucedió, espantando a las criaturas con el fuego de sus fáser. Cuando Spock muestra más interés en las arcaicas armas que en la muerte de Latimer, el teniente Boma comienza a criticar los métodos de mando del Sr. Spock. Los miembros del equipo retroceden al Galileo solo para descubrir que las criaturas parecen estar preparando un ataque organizado. A pesar de las objeciones de los otros miembros del equipo, Spock insiste que ellos solo deberían atemorizar a las criaturas, no matarlas.
Mientras, Kirk regresa con el Enterprise para recuperar el transbordador, a pesar de las protestas del Comisionado Ferris, quien le recuerda insistentemente a Kirk su obligación de entregar los abastecimientos a Makus III tan pronto como sea posible. El transbordador Columbus es enviado a explorar la superficie del planeta desde órbita. Una partida de desembarco, enviada a explorar la superficie del planeta, regresa al Enterprise con bajas e informa que ha sido atacada por grandes y peludas criaturas. El teniente Kelowicz, líder de la partida, explica que las criaturas son similares a las criaturas del planeta de Hansen, pero mucho más grandes.
Entre los ataques con peñascos por parte de los primitivos habitantes del planeta y las peleas entre ellos mismos, la tripulación intenta reparar el transbordador. El Sr. Scott concluye que necesitará traspasar la energía de todos los fáser para poder encender los motores del transbordador. La atemorizada tripulación del transbordador no quiere dejar de ninguna forma su único medio de defensa, pero finalmente entregan sus fáser.
Scott repara el motor y Spock apenas logra poner en órbita al Galileo, sin embargo a esa altura el Enterprise debe regresar y ya ha comenzado su ruta hacia Makus III. Sin embargo, Kirk decide seguir sus órdenes 'a la letra' – e instruye que el Enterprise proceda a velocidad normal, esperando detectar al Galileo hasta el último momento.
El transbordador tiene demasiada poca energía para poder escapar a la atracción gravitacional del planeta o incluso poder lograr una órbita estable. Con las comunicaciones interrumpidas por la ionización del fenómeno, el Galileo no tiene forma de llamar al Enterprise para solicitar ayuda antes de caer en la atmósfera y quemarse en la reentrada.
Spock tiene una idea y decide vaciar e incendiar todo el combustible restante. Esto produce una gigante estela que es fácilmente vista por los sensores del Enterprise. Nuevamente Kirk ordena regresar y transporta a los supervivientes antes de que el transbordador se destruya en la reentrada.
De regreso a bordo del Enterprise, Kirk le pregunta a Spock sobre la aparentemente solución emocional, intentando que éste admita que tuvo un "escape emocional". Después de que Spock da una respuesta más que estoica, Kirk y el resto del puente rompen a reír.

## Remasterización del aniversario de los 40 años
Este episodio fue remasterizado en el año 2006 y transmitido el 15 de septiembre de 2007 como parte de la remasterización de  la serie original. Fue precedido una semana antes por "Esa cara del paraíso" y seguido una semana más tarde por la versión remasterizada de "La conciencia del rey". Además de mejorar el sonido y la imagen, la remasterización también alteró elementos del episodio original. Además de todas las animaciones por computador de la USS Enterprise que es lo normal en las revisiones, los cambios específicos en este episodio incluyen:
- El objeto Murasaki ha sido recreado con un disco giratorio y franjas de eyección más similares a un agujero negro.
- Todos los despegues y animaciones de vuelo del Galileo fueron rehechas con CGI.
- Al planeta Taurus II le fue dado una superficie rocosa con capas de nubes y ahora está en el medio de una nube de gases verdes en vez de aparecer como una mancha verde.
- Las estelas del transbordador fueron rehechas con CGI. El transbordador ahora aparece quemándose al reentrar a la atmósfera del planeta.

## Recepción
Zack Handlen de The A.V. Club calificó al episodio con una 'B', destacando que el episodio "cuestiona algunos temas bastante interesantes" pero describe el efecto total como "ver una pelea arreglada".